# الورقية (مستباء)

تعديل مصدري - تعديل

الورقية هي إحدى قرى عزلة غرب مستباء بمديرية مستباء التابعة لمحافظة حجة، بلغ تعداد سكانها 548 نسمة حسب تعداد اليمن لعام 2004.